# Жегоцина (гмина)
Жегоцина (пол. Żegocina) — сельская гмина (волость) в Польше, входит как административная единица в Бохнявский повет, Малопольское воеводство. Население 4865 человек (на 2004 год).

## Демография
| Перепись                       | Всего   | Всего | Женщины | Женщины | Мужчины | Мужчины |
| ------------------------------ | ------- | ----- | ------- | ------- | ------- | ------- |
| Единицы                        | человек | %     | человек | %       | человек | %       |
| Население                      | 4865    | 100   | 2428    | 49,9    | 2437    | 50,1    |
| Плотность населения (чел./км²) | 138,1   | 138,1 | 68,9    | 68,9    | 69,2    | 69,2    |

## Населенные пункты
На территории гмина Жегоцина находится 5 деревень: Белдно (Bełdno), Бытомско (Bytomsko), Лакта Горна (Łąkta Górna), Роздзиеле (Rozdziele) и Жегоцина (Żegocina).

## Соседние гмины
1. Гмина Ляскова
2. Гмина Липница-Мурована
3. Гмина Новы-Виснич
4. Гмина Тшчана